# 東屯田通停留場
東屯田通停留場（日语：／ Higashi-Tondendōri teiryūjō */?）是位於北海道札幌市中央區的札幌市交通局（札幌市電車）山鼻線的鐵路車站。車站位於白石藻岩通及東屯田通（行走西8丁目及9丁目的南北道路）的十字路口東面。

## 歷史
- 1931年（昭和6年）11月21日 - 開始營業（單線）。
- 1948年（昭和23年）7月31日 - 被廢除。
- 1949年（昭和24年）6月8日 - 再次開始營業。
- 1954年（昭和29年）7月 - 雙線化。

## 車站構造
車站屬於2面2線的側式月台。東面的月台（南21条西9丁目）為往薄野方向、而西面的月台（南21条西8丁目）則是往西4丁目方向，兩條軌道之間設置了渡線。安全區域設置地面融雪系統及有蓋月台。

## 車站周邊
- 超級市場「Benry」
- 笠原醫院
- 土田醫院
- 印度咖哩店「阿旖陀」（札幌名產湯咖喱的發源地）

## 相鄰停留場
札幌市交通局（札幌市電）
山鼻線
石山通（SC13）－東屯田通（SC14）－幌南小學校前（SC15）

## 外部連結
- 札幌市交通局（日文）